# Caspar Ett

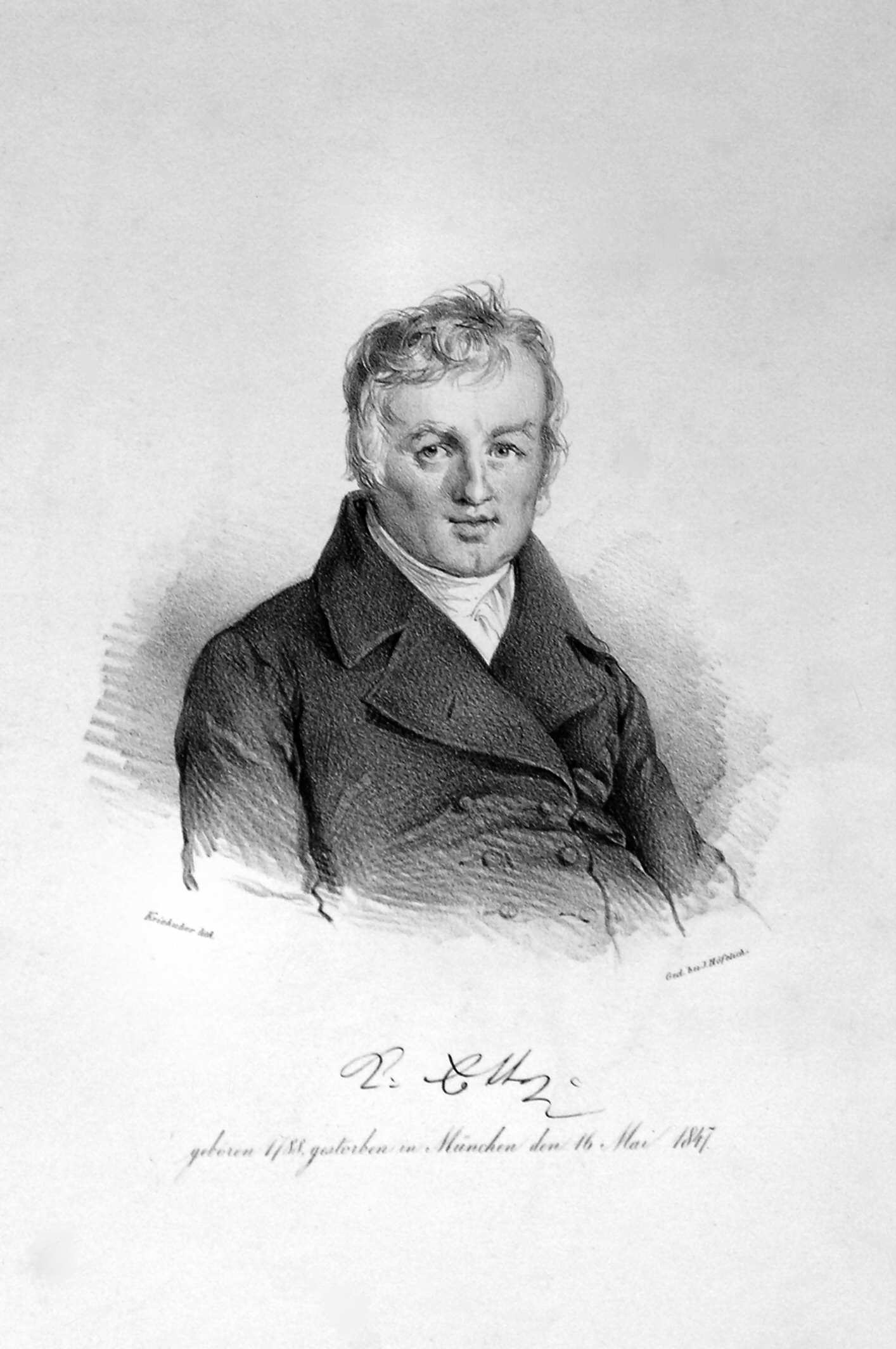
Caspar Ett, Litografia di Josef Kriehuber

Caspar Ett (Eresing, 5 gennaio 1788 – Monaco di Baviera, 16 maggio 1847) è stato un organista e compositore tedesco del romanticismo.

## Vita
Ett al seminario del principe elettore a Monaco e nel 1816 diventa organista di corte presso la Michaelskirche a Monaco. Ett riscopre e fa rivivere la musica di coro del XVI al XVIII secolo. Accanto a opere di musica per la chiesa cattolica compone anche per la messa di rito ortodosso e la celebrazione ebraica. Era insegnante di musica del re Massimiliano II di Baviera.
La via tra presidio della polizia e la chiesa di Chiesa di San Michele (Monaco di Baviera) porta il suo nome.
La sua tomba si trova nell'Alten Südfriedhof a Monaco di Baviera.

## Opere
- Haec dies
- Pange lingua - Tantum ergo
- Ave maris stella
- Missa quadragesimalis
- Ave vivans hostia
- Laudate dominum
- Cantica Sacra
- Iste confessor Jesu
- Redemptor omnium
- Prope est
- Requiem
- Vexilla regis prodeunt
- Dziesma sv. Jāzepa godam.